# Espelette
Espelette település Franciaországban, Pyrénées-Atlantiques megyében. Lakosainak száma 2094 fő (2022. január 1.). Espelette Ainhoa, Itxassou, Larressore, Souraïde, Ustaritz és Baztan községekkel határos.

## Népesség
A település népességének változása:
| Lakosok száma | 2070 | 2098 | 2111 | 2024 | 1987 | 1985 | 2036 | 2032 | 2094 |
|               | 2013 | 2015 | 2016 | 2017 | 2018 | 2019 | 2020 | 2021 | 2022 |